# Mitologia guanxe
La mitologia  o religió guanxe era un cos de creences que constituïen la religió pre-cristiana del poble aborigen guanxe (Illes Canàries, Espanya). Com la mitologia guanxe va ser transmesa i alterada pels conqueridors cristians, les creences, actituds i pràctiques religioses originals no es poden definir amb certesa. És clar, però, que la relativa importància dels diferents déus i dimonis va variar segons les èpoques i els llocs.

## Fonts

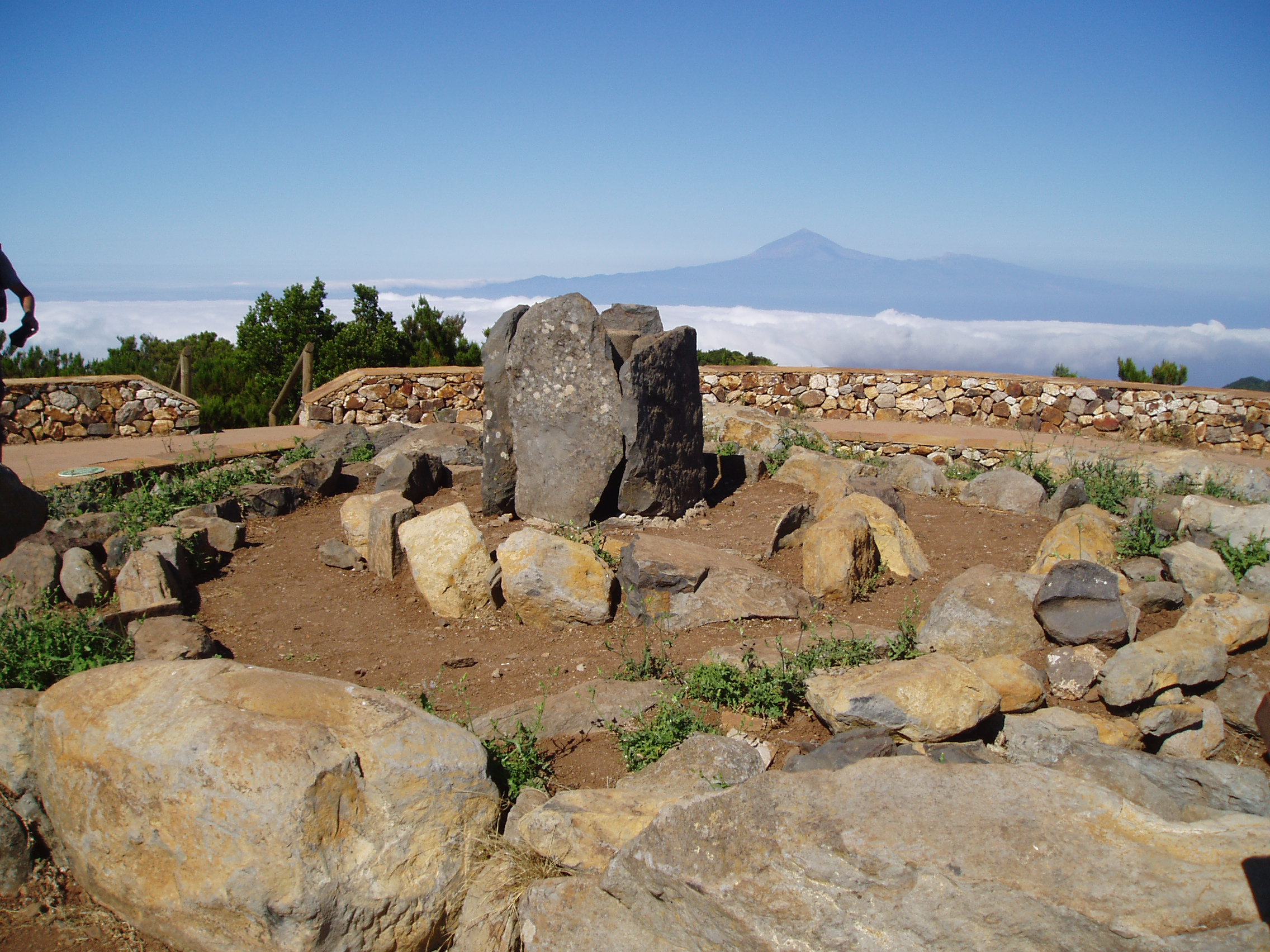
Reconstrucció d'altar aborigen al cim de Garajonay (La Gomera), amb el Teide (Tenerife) al fons.

## Llegendes
Entre les seves principals llegendes destaquen la de la Creació del Món :
Segons les creences guanxes, Guayota vivia a l'interior del volcà Teide (Echeide, l'infern), Guayota era el dimoni, el rei del mal. Segons la llegenda, Guayota segrestar al déu Magec (déu de la llum i el sol), i el va portar amb si a l'interior del Teide. Els guanxes van demanar clemència a Achamán, el seu déu suprem. Achamán va aconseguir derrotar Guayota, treure Magec de les entranyes d'Echeyde i taponar el cràter. Diuen que el tap que va posar Achamán és l'anomenat Pa de Sucre, l'últim con, de color blanquinós, que corona el Teide. Després segons les seves creences un terratrèmol va separar o fraccionar l'illa d'Echeide, fins que es van crear les set Illes Canàries. Tyterogaka (Lanzarote), Erbane (Fuerteventura), Tamarán (Gran Canària), Achin (Tenerife), Gomera (La Gomera), Benahoare (La Palma) i Ezera (El Hierro). Des de llavors Guayota roman tancat a l'interior del Teide, quan el Teide entrava en erupció, era costum que els guanxes s'encenguessin fogueres per tal d'espantar Guayota. Una altra versió diu que aquestes fogueres servien perquè si Guayota aconseguia sortir d'Echeyde, cregués que seguia a l'infern i passés de llarg.
La creació de l'Home :
En un principi era Achamán, déu poderós i etern que n'hi havia prou a si mateix. Abans d'ell només hi havia el no-res i el buit, la mar no reflectia el cel i la llum encara no tenia colors. Achamán també es deia abordar i també Alcorac. A ell havien de la seva existència les criatures, ja que va crear la terra i l'aigua, el foc i l'aire, i tota la vida que hi cabia. Achamán habitava les altures i de vegades els cims de les muntanyes per alegrar contemplant el que davant la seva mirada és Aviv.
Un dia es va aturar Achamán al cim d'Echeyde. Des d'allà la seva obra li va semblar més bella i perfecta, com si la descobrís per primera vegada, i va pensar que havia de compartir-la. Llavors va decidir fer els éssers humans perquè també ells admiressin el creat, perquè d'ells fessin ús i perquè el conservessin.

## Déus
Els déus principals a Tenerife són:
- Achamán (déu del cel, déu suprem).
- Magec (déu del sol).
- Achuguayo (déu de la lluna).
- Chaxiraxi (deessa mare).
- Chijoraji (fill de Chaxiraxi).
- Achuhucanac (déu de la pluja).
- Guayota (dimoni, déu del mal).

La religió guanxe era politeista i animista, els guanxes tenien els seus propis déus, diferents a cada illa, però cap comú, encara que sí amb conceptes comuns.
- A El Hierro tenien dues divinitats importants, Eraorahan (home) i Moneiba (dona) com déus benignes i un altre maligne al qual pregaven en temps de desesperació, anomenat Aranfaybo.

- A La Gomera adoraven a un déu creador anomenat Orahan i per l'altre costat a Hirguan, el déu malèfic, amb aspecte d'home vellut.

- A La Palma creien en un déu solar anomenat abordar (llum superior), que habitava a Tigot o Tigotán, el cel. Els ritus en honor d'abordar se celebraven amb ofrenes animals en piràmides construïdes per tota l'illa.[1] Alguns accidents geogràfics s'identificaven amb abordar, l'exemple més popular és el del Roc Idafe, a la Caldera de Taburiente. Els benahoarita veien en aquest roc el seu Axis Mundi, una columna de pedra que sosté el cel, per això al seu voltant tenien lloc cerimònies rituals i ofrenes perquè no es desplomés i, amb això, portés la fi del món. També creien en un déu maligne amb forma d'enorme gos llanut a qui anomenaven Iruene, sembla que això els emparenta amb els Tibicenas de Tenerife i Gran Canària. Mites probablement inspirats en una mena de gos d'aigües gegant, de la mida d'un cavall segons les cròniques, que habitava les illes a l'època prehispànica, la mida desmesurat d'aquests gossos fa pensar en un procés d'especiació lopàtrica. Els aborígens veien en aquests gossos gegants uns esperits malignes que aprofitaven la nit per atacar els poblats i el bestiar.

- A Tenerife creien en el déu Achamán (sinònim de "els cels"). Era el déu "bo", el déu de la sort, del benèvol i el seu déu principal. D'altra banda estava Guayota, el dimoni, que habitava a l'interior d'Echeide (l'infern), identificat amb el Teide. Magec (el sol) era un dels déus més importants. El terme mag, amb el qual els terratinents castellans anomenaven despectivament als agricultors d'origen guanxe després de la conquesta, té l'origen en el culte que li rendien aquests agricultors per tal d'obtenir bones collites. També els guanxes de Tenerife van adorar a una imatge de la Mare de Déu sota el nom de deessa Chaxiraxi, que traduït a significaria la "Mare del Sol" i/o "La que carrega al Rei del Món ". Actualment els canaris la segueixen venerant com la Mare de Déu de Candelaria (Patrona de Canàries). A Tenerife, igual que en altres illes, també hi ha indicis d'un culte als avantpassats "esperits ancestrals", culte conegut sobretot per la momificació dels cadàvers. També creien en divinitats inferiors o domèstiques guardianes de llocs específics (genis), que podrien ser bons (Déus paredros) o malignes (Guacanchas o Tibicenas). A més creien en déus de la lluna (Achuguayo), i de la pluja (Achuhucanac).

- A Gran Canària el déu superior i el déu solar s'anomenava Acoran però hi havia molts més déus de menor importància i elements místics com ara esperits ancestrals, dimonis i genis.

- A Fuerteventura, adoraven a la muntanya de Tindaya, on s'oferien presents. També s'han trobat en aquesta muntanya una sèrie de gravats rupestres, els anomenats "podomorfs".

- A Lanzarote pràcticament es desconeix. Encara que s'han trobat figuretes d'ídols, igual que a totes les altres illes.

## Altres éssers sobrenaturals
- Déus paredros, divinitats domèstiques i guardians de llocs específics (Genis).

- Els Tibicenas o Guacanchas, legió de dimonis fills de Guayota (déu del mal).

## Ídols

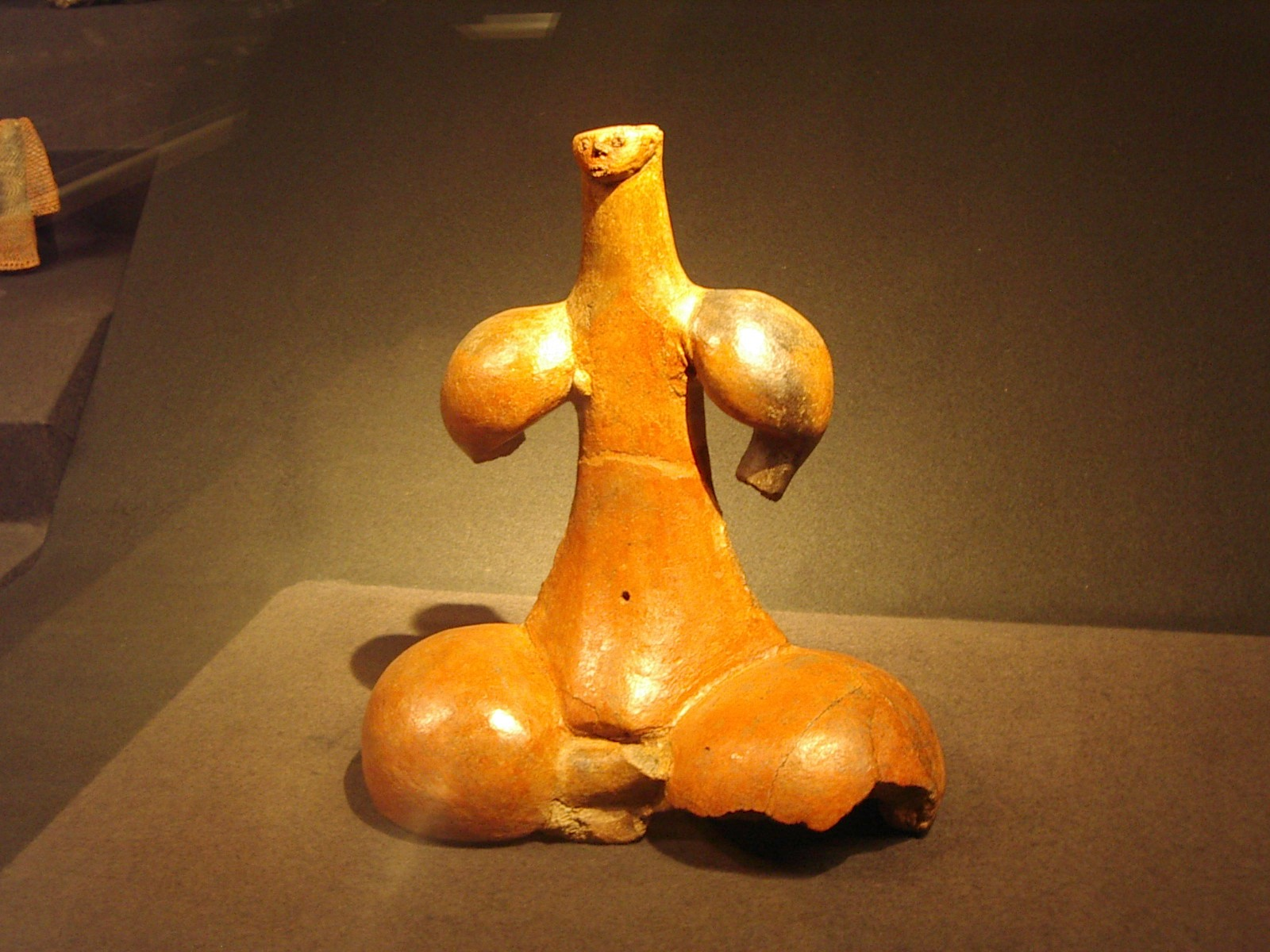
Ídol de Tara, al Museu Canari, Las Palmas de Gran Canaria.

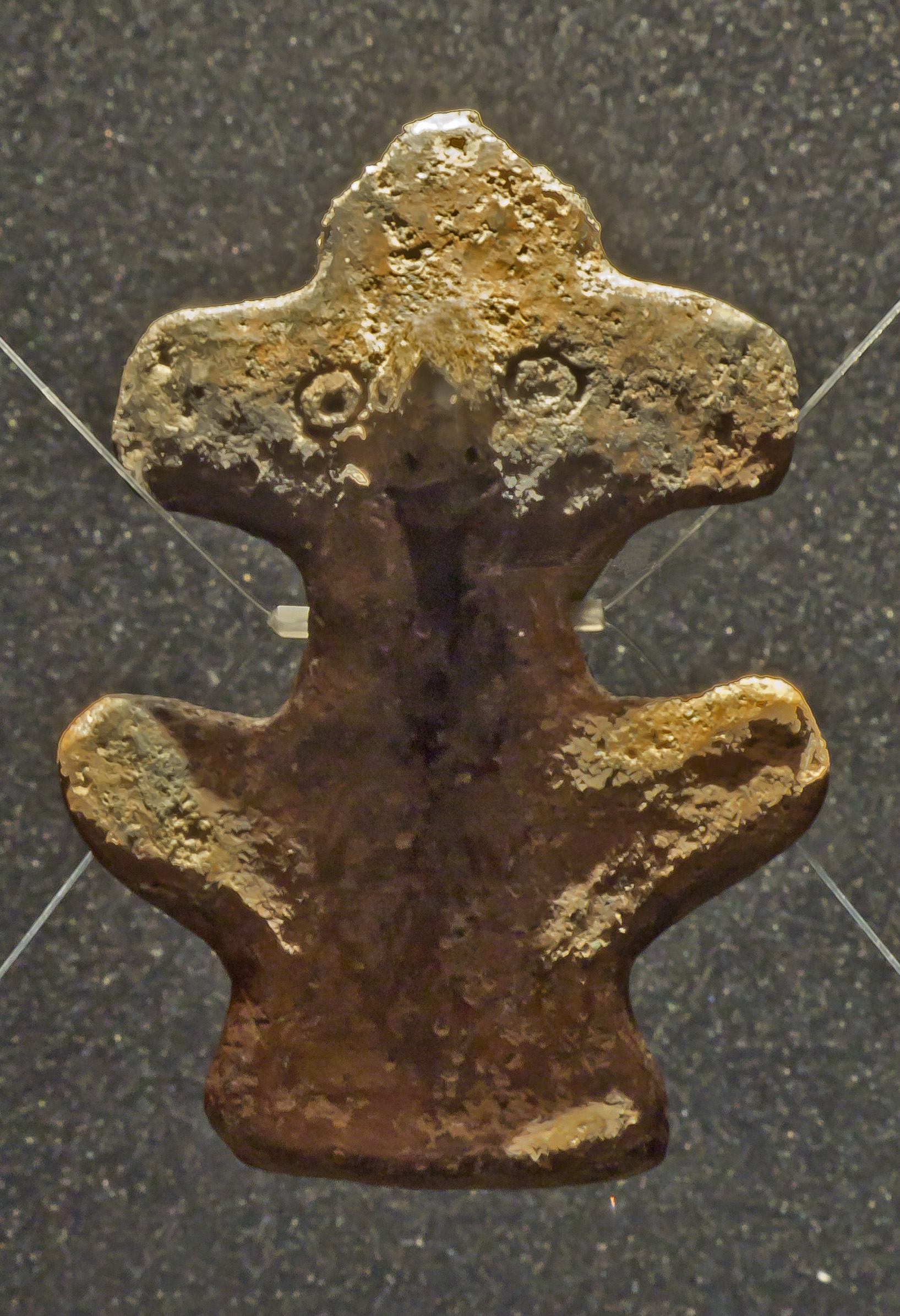
Ídol Guatimac, Museu Arqueològic del Puerto de la Cruz (Tenerife).

A les illes s'han trobat gran quantitat d'ídols guanxes, com ara l'ídol de Tara (Museu Canari, Gran Canària) o l'ídol d'El Guatimac (Museu Arqueològic del Puerto de La Cruz, Tenerife). També s'han trobat figures similars a la Cova dels Ídols (Fuerteventura), a Lanzarote, El Hierro i La Gomera. Així mateix, a Tenerife es va trobar un ídol a la muntanya d'"Els Riscos" a San Isidro (Granadilla de Abona, sud de Tenerife), per un muntanyenc, confeccionat en basalt porós o pedra molinera i que actualment es troba en una col·lecció particular, encara que segons va explicar el seu descobridor, hi ha més "ídols" trobats per cabrers de la zona.
Existeix a El Sauzal (Tenerife), una cova anomenada Cova de los Angeles on es troben dos ídols representant una mena d'àngel, d'aquí el seu nom i d'aquí el nom del lloc o zona on es troba, amb el temps i la mala conservació de les figures està molt deteriorada i es pot veure que sota d'ella hi ha un petit turó d'una espècie de tova vermella.
En general els ídols guanxes solen ser representacions de la fertilitat a través de la mare terra o genis protectors. Els ídols canaris són semblants als que apareixen en el Neolític de Grècia, Cíclades, Xipre, Creta o l'antic Egipte, on apareixen junts estatuetes i pintaderes.

## Festivitats
La festa del Beñesmer era una festivitat del calendari agrícola dels guanxes (l'any nou guanxe) que se celebrava després de la recollida de les collites dedicada a Chaxiraxi (el 15 d'agost). En aquesta festa els guanxes compartien llet, gofio, carn de cabra o ovella (aliments bé preuats per als guanxes). En l'actualitat coincideix amb la pelegrinatge a la Basílica de la Verge de Candelaria (Patrona de Canàries). La celebració de l'any nou guanxe va ser assimilada per sincretisme amb la Festa de Sant Joan.
Entre les celebracions culturals, es troben significatius vestigis de les tradicions aborígens en les festes actuals com en la Romeria del Socors, en Güímar (Tenerife) i la Baixada de la Rama, a Agaete (Gran Canària).

## Llocs de culte

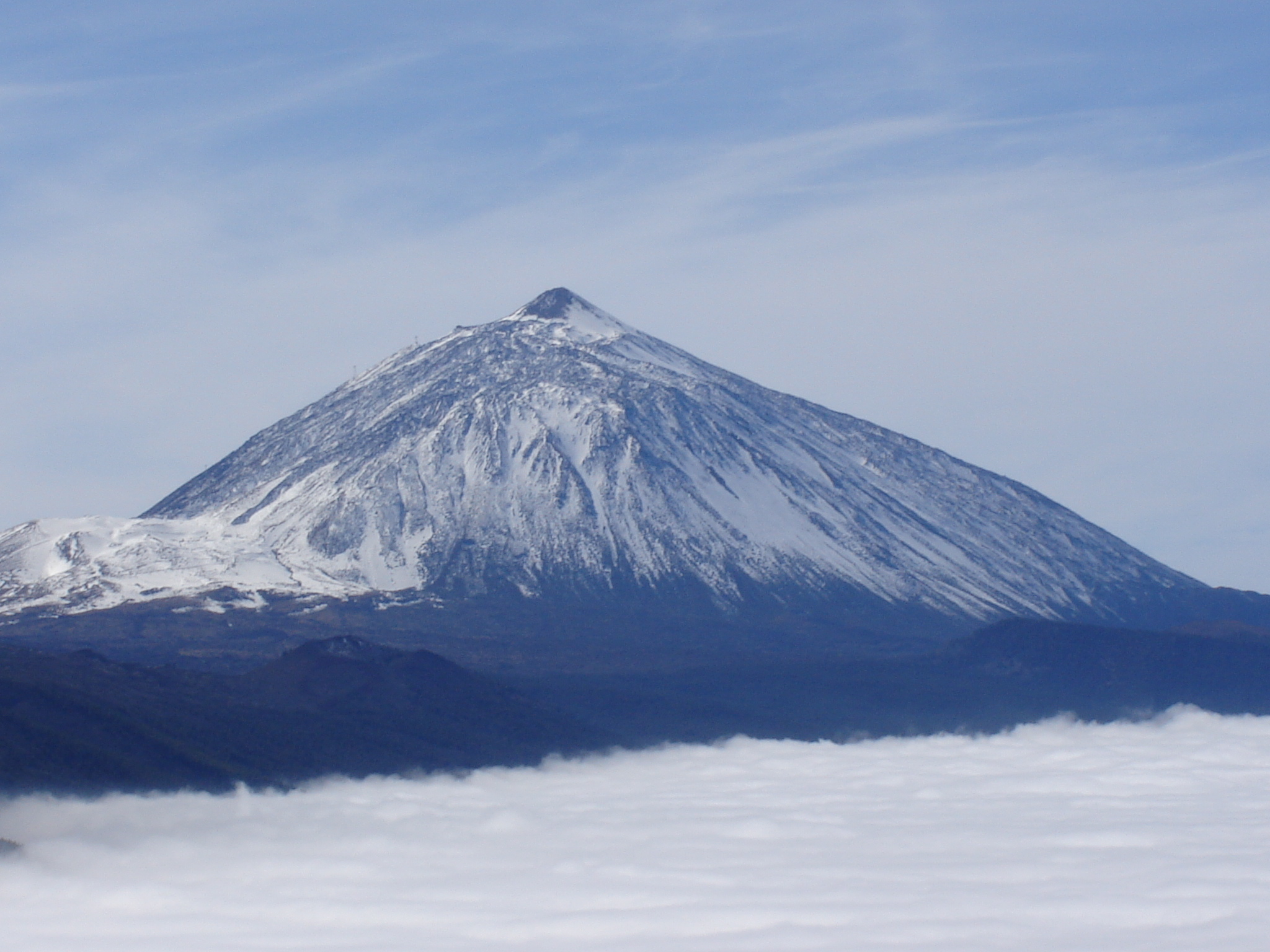
El Teide (Tenerife), segons les creences guanxes, aquesta muntanya era la casa de Guayota, el dimoni.

Els aborígens guanxes mai o poques vegades van tenir temples en el sentit modern de la paraula. La majoria dels investigadors estan d'acord que els guanxes realitzaven els seus cultes a l'aire lliure, sota arbres sagrats com el pi o el drago, o a prop de muntanyes sagrades com el Teide, el qual creien que era la casa de Guayota, el dimoni. La muntanya Teide era sagrada per als aborígens guanxes i des de l'any 2007 és Patrimoni de la Humanitat.
No obstant això, a vegades els guanxes també realitzaven cultes a dins de les coves, com a la cova d'Achbinico a Tenerife, on es donava culte a la Mare de Déu de Candelaria.

## El ritu de la momificació

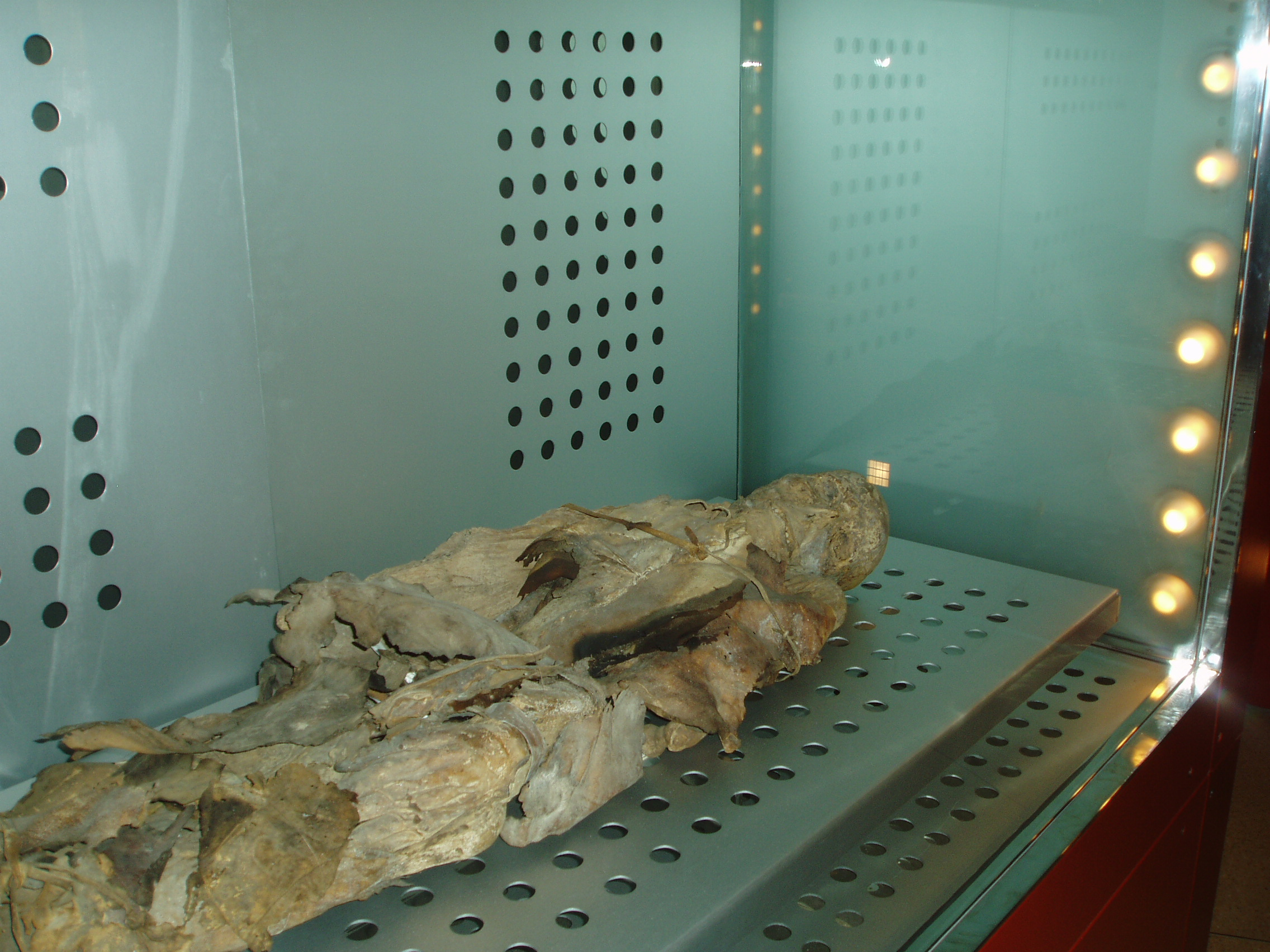
Mòmia guanxe al Museu de la Natura i l'Home, Santa Cruz de Tenerife.

Cal ressaltar que la momificació guanxe és en molts aspectes semblant a la practicada pels egipcis. Per preservar la corrupció en els cadàvers cuidaven molt el procés, el cos, i sobretot guardaven una especial memòria i honor als difunts. La momificació o merla, com la van anomenar els primers cronistes espanyols de les "illes afortunades" (Canàries), no va ser d'ús general entre la població guanxe, i hi ha diversos processos que mostren certa gradació en la pràctica funerària que corresponen a una diferència social i econòmica entre les diferents castes de la seva societat. Encara que la momificació es va practicar en totes les illes, va ser a l'illa de Tenerife on va arribar a major perfecció.
Segons les referències obtingudes, existia en el passat de les illes una tribu de sacerdots que feia de l'art de l'embalsamament un veritable secret i gairebé un misteri sagrat, confeccionant una mena de ritual al voltant de la momificació. Per desgràcia, després de la conquesta espanyola, no ha quedat cap coneixement escrit d'aquell art, i només a través de la tradició s'ha pogut saber com i quines van ser les tècniques emprades.
Els achicasnai, la casta més baixa de l'estrat social guanxe i que es dedicaven als treballs relacionats amb la sang, adobadors i escorxadors, eren els encarregats de realitzar la merla, mantenint vives les tècniques i els actes que comportaven tot el ritual.
També pel que fa a la momificació dels cadàvers, cal destacar la cèlebre Mòmia de San Andrés (a la foto de la dreta), que actualment es troba al Museu de la Naturalesa i l'Home de Santa Cruz de Tenerife, és considerada una de les mòmies guanxes més ben conservades.

## La vida després de la mort
Els guanxes de Tenerife i, amb tota probabilitat la resta de les poblacions insulars, creien que els esperits dels seus avantpassats anaven a parar al Sol, astre que, consideraven com Ser Superior per excel·lència (juntament amb el déu del cel, que el sosté) i era, per tant, objecte d'adoració. Aquesta deïtat solar es sintetitzaria de la següent manera: creien que els esperits dels seus avantpassats anaven a parar al Sol, i cada matí al sortir per l'est apareixien pel firmament, realitzant l'itinerari diürn fins que finalment desapareixien, per una altra vegada tornar l'endemà. En moltes cultures aquest viatge de les ànimes en el seu domicili solar s'ha simbolitzat amb un carro, a Tenerife aquest mitjà ha estat substituït per ocells i, en illes com El Hierro es va assimilar a una casa.

## Els sacerdots aborígens
Els guanxes tenien sacerdots i xamans que connectaven amb els déus, s'ordenaven jeràrquicament:
- Guadameñe (a Tenerife), gran sacerdot guanxe. Era el que facultava als Faykanes i assessoraven als monarques aborígens.

- Faykan o Faicán (a Gran Canària), responsable espiritual i religiós, dirigia els cultes.

- Maguid o Arimaguadas (a Tenerife i Gran Canària), dones sacerdotesses dedicades al culte. Participaven en alguns rituals.

- Els Kankus (a Tenerife), eren els sacerdots aborígens responsables del culte als esperits dels avantpassats.

- Samaranes (a Tenerife), eren sacerdots, en menor grau, que s'ocupaven de l'educació dels joves, nobles i benestants, en valors com els de la guerra, ja que aquests llocs de vegades s'indicaven amb aquests fins. També s'encarregaven del culte de la fertilitat per al bestiar en general.

- Samaras (a Tenerife), sacerdotesses, que igual que els "Samaranes" s'encarregaven de l'educació de les jovenetes i guiaven el culte de la fertilitat agrícola i de l'aigua, i aquest tema, el de l'agricultura un punt molt important en la cultura aborigen.

- Babilones (a Tenerife), eren una casta sacerdotal, tan enigmàtica com secreta, ja que l'únic que els nomena en les cròniques escrites, és el Doctor Juan Bethencourt Afonso. Pel que diu la tradició oral, ens inclinem a pensar que tenien a càrrec el culte Astronòmic en general, relacionant així amb les construccions dels "morros" (construccions com les piràmides circulars) de l'illa de Tenerife.

Es creu que en el sacerdoci guanxe es traspassaven coneixements entre membres d'una mateixa família, preferentment d'avis a nets, i d'oncles a nebots mantenint així el culte primitiu i també els aspectes hereditaris del sacerdoci.

### Interacció amb el cristianisme
L'any 2019 va ser trobada una creu cristiana gravada a la roca i orientada al sol, en un jaciment guanche al municipi de Buenavista del Norte al nord-oest de Tenerife. En concret, aquest símbol va ser trobat en un megàlit utilitzat per rituals de fecunditat i com a calendari solar. Aquesta troballa posa en relleu el suposat coneixement que els antics canaris tenien del cristianisme.